# UDP-N-acetilmuramoilpentapeptide-lisina N6-alaniltransferasi
La UDP-N-acetilmuramoilpentapeptide-lisina N6-alaniltransferasi è un enzima appartenente alla classe delle transferasi, che catalizza la seguente reazione:
L-alanil-tRNA + UDP-N-acetilmuramoil-L-alanil-D-glutammil-L-lisil-D-alanil-D-alanina ⇄ tRNA + UDP-N-acetilmuramoil-L-alanil-D-glutammil-N6-(L-alanil)-L-lisil-D-alanil-D-alanina
L'enzima agisce anche sul L-seril-tRNA.